# Game Dev Tycoon
Game Dev Tycoon è un videogioco gestionale economico sviluppato da Greenheart Games, azienda fondata nel luglio 2012 dai fratelli Patrick e Daniel Klug.
Ispirato a Game Dev Story di Kairosoft, disponibile per iOS e Android, il gioco è incentrato sullo sviluppo di videogiochi.

## Trama
Il gioco è ambientato all'interno di un garage dove il protagonista, con poco denaro e scelte limitate, può guadagnare denaro producendo videogiochi indipendenti. Una volta raggiunta una cifra considerevole può trasferirsi in un ufficio e assumere dipendenti che contribuiscano allo sviluppo del videogioco. Il gioco prosegue sbloccando via via stanze più capienti e uno staff più numeroso.
Il videogioco termina dopo trentasei anni di gioco, in cui si ripercorre la storia delle console e dei videogiochi delle varie ere videoludiche.

## Sistema anti-pirateria
Il videogioco è stato reso celebre da una misura anti-pirateria, sviluppata da Patrick Klug: il fondatore di Greenheart Games ha infatti fatto circolare una versione pirata del gioco opportunamente modificata. La versione modificata appare identica al videogioco originale, ma è impossibile completarla.
Avanzando nel gioco l'utente riceve il seguente messaggio: 
In seguito a questo messaggio la pirateria porta gradualmente il giocatore alla bancarotta.